# Флоренс Арлісс
Флоренс Кейт Арлісс (англ. Florence Arliss), до шлюбу Монтгомері (29 липня 1870 — 12 березня 1950) — англійська акторка театру та кіно. 
Часто знімалася з Джорджем Арліссом, з яким була одружена. Наприклад, у таких фільмах, як «Дізраелі», Мільйонер і «Династія Ротшильдів».
12 березня 1950 року Флоренс Арлісс померла у своєму будинку в Лондоні.